# غمار شعري القرون
الغمار الشعري القرون (الاسم العلمي:Gammarus crinicornis) هو نوع من القشريات يتبع جنس الغمار من الفصيلة الغمارية.